# Горішня Оряховиця
Горішня Оря́ховиця (болг. Горна Оряховица) — місто в Великотирновській області Болгарії. Адміністративний центр общини Горішня Оряховиця.

## Населення
За даними перепису населення 2011 року у місті проживали 31 863 особи.
Національний склад населення міста:
| Національність   | Кількість осіб | Відсоток |
| ---------------- | -------------- | -------- |
| болгари          | 27381          | 96,0%    |
| турки            | 499            | 1,8%     |
| цигани           | 433            | 1,5%     |
| інша             | 89             | 0,3%     |
| не визначились   | 106            | 0,4%     |
| Всього відповіли | 28508          |          |

Розподіл населення за віком у 2011 році:
Динаміка населення: